# Tejutla (El Salvador)
Tejutla es un distrito del municipio de Chalatenango Centro departamento de Chalatenango, El Salvador. Según el censo oficial de 2024, tiene una población de 13 556 habitantes.
| Censo | Población | Cambio | Porcentaje |
| ----- | --------- | ------ | ---------- |
| 2007  | 13 608    | N/D    | N/D        |
| 2024  | 13 556    | -52    | -0.4%      |

## Historia
De acuerdo a estudios de Jorge Lardé y Arthés, Tejutla se fundó alrededor del siglo V, siendo una importante localidad chortí. Su ubicación primitiva era el lugar conocido como Las Mataras, destruida con la conquista española. Para el año 1550 tenía unos 400 habitantes. El año 1749 se erigió como curato por el arzobispo fray Pardo y Figueroa. El año 1770, Pedro Cortés y Larraz estableció la población en 388 habitantes, compuesta por 81 familias de indios y una de ladinos.
El año 1786 se erigió como uno de los Partidos de la Intendencia de San Salvador. En informe de Antonio Gutiérrez y Ulloa de 1807, se consignaba: 

Se carece en absoluto en todo este Partido de artes y manufacturas, siendo la única ocupación de sus naturales el cultivo de algunos maíces, arroz, raíces farináceas, algunas frutas gruesas casi en estado de silvestres y corta cantidad de trigo, dedicándose pocos y en cortas porciones al beneficio de los xiquilites, siendo los escasos añileros que resultan producto de aquellos arbustos mal elaborados y por lo común dados, naturalmente, en el suelo.

Los vecinos de Tejutla tomaron parte de los movimientos independentistas de 1811 y 1814. 

### Pos-independencia
En la época republicana, adquirió el título de villa en 1824.
En el 13 de enero de 1854, el Gobernador José D. Montiel reporta en un informe de mejoras en el Departamento de Cuscatlán que en Tejutla se había hecho un tiro de empedrado y se estaba acopiando más piedra para continuarlo en la calle al costado del cabildo. En la inmediación de la Aldeita camino de San Salvador se hizo un pedazo e empedrado mejorando un paso en la Quebrada Malpaso. En la salida del pueblo para Chalatenango se renovó un pedazo de empedrado que estaba deshecho. La cárcel fue repellada y blanqueada por el Juez de 1ª Instancia.
En el 22 de abril de 1893, durante la administración del Presidente Carlos Ezeta, la Secretaría de Instrucción Pública y Beneficencia acordó el establecimiento de una escuela mixta en el valle de Quitasol, su dotación era 15 pesos mensuales.

### Nomina de Alcaldes y Secretario Municipal
1890 Leandro Fabián;  Ruperto Pérez
1891 Lorenzo Pérez ; Mariano Hernández
1892 Carlos Salvador; Timoteo Pérez
1893 Lorenzo Pérez;  Roberto Cardoza
1894 Juan Gregorio López;  Ruperto Pérez Deras
1895 Pedro Hernández;  Mónico Alvarado
1896 Serbulo Fabián;  Mariano Hernández
1897 Lino Ponce;  Gustavo Fabián
1898 Santos Ramírez;  Ruperto Pérez Deras
1899 José Antonio Méndez;  Juan Amaya
1900 Toribio Solórzano;  Juan Amaya
1901 Ramón Lemus;  Juan Arnaya
1902 Ramón Lemus;  Juan Amaya
1903 Toribio Solórzano;  Juan Amaya
1904 Felipe Hernández;  José María Fabián Rivas
1905 Ruperto Pérez Deras;  José Maria Fabián Rivas
1906 Sérbulo Fabián;  Alejo Alvarenga
1907 Federico Fabián;  Mónico Alvarado
1908 Antonio Avelar;  José María Rivas
1909 Sérbulo Fabián;  Nesíforo Murcia
1910 Toribio Solórzano;  José Fernández
1911 Emilio Landaverde;  José María Fabián Rivas
1912 Julián Solórzano;  José María Fabián Rivas
1913 Serbulo Fabián;  José María Fabián Rivas
1914 Concepción Tejada;  José L Fernández
1915 Carlos Hernández;  José María Fabián Rivas
1916 Antonio Méndez;  Rubén Ponce
1917 Carlos Hernández;  David Hernández
1918 Marcelino Deras Morales;  Carlos Hernández
1919 Gregorio Pérez Fabián;  Juan J Azahar Méndez
1920 Bernabé Pérez Tejada;  Juan J Azahar Méndez
1921 Luis Espinosa;  Juan J Azahar Méndez
1922 Luis Espinosa;  Juan J Azahar Méndez
1923 Gregorio Pérez Fabián;  Juan J Azahar Méndez
1924 Bernabé Tejada;  Gustavo Rivas
1925 Bernabé Tejada;  Gustavo Rivas
1926 Bernabé Tejada;  Juan J Azahar Méndez
1927 Bernabé Pérez Tejada;  Juan J Azahar Méndez
1928 Luciano Estrada;  Juan J Azahar Méndez
1929 Luciano Estrada;  Juan J Azahar Méndez
1930 Bernabé Pérez Tejada;  Gustavo Rivas
1931 Bernabé Pérez Tejada;  Gustavo Rivas
1932 Reymundo Chávez;  Juan J Azahar Méndez
1933 Reymundo Tejada;  Juan J Azahar Méndez
1934 Reymundo Tejada;  Juan J Azahar Méndez
1935 Bernabé Pérez Tejada;  Pedro Molina Áreas
1936 Rafael Alberto González;  José Antonio Oliva
1937 Rafael Alberto González;  José Antonio Oliva
1938 Rafael Hernández;  Juan J Azahar Méndez
1939 Rafael Hernández;  Juan J Azahar Méndez
1940 Bartolomé Pérez Tejada;  Salvador Velasco
1941 Agustín Martínez;  Salvador Velasco
1942 Tito Maximiliano Alvarado;  Salvador Velasco
1943 Rafael Alberto González;  Salvador Velasco
1944 Ermójenes Alvarado; Antonio Chávez
1945 Concepción Tejada;  Luis Pérez Ramírez
1946 Rafael Alberto González;  Luis Pérez Ramírez
1947 Valeriano Cardoza;  Juan J Azahar Méndez
1948 Maximiliano Salguero;  M. B. López
1949 Rafael Alberto González;  Rubén Ponce
1950 Rafael Alberto González;  Juan Santos
1951 Rubén Pérez Ponce;  Moisés Alas
1952 Balbino Regalado;  R. Alfaro
1953 Balbino Regalado;  Raúl Molina
1954 Balbino Regalado;  Raúl Molina
1955 José Lino Cardoza;  Pedro Gutiérrez
1956 José Lino Cardoza;  Pedro Gutiérrez
1957 José Lino Cardoza;  Pedro Gutiérrez
1958 Berta Erazo Tejada;  José Antonio Oliva
1959 Berta Erazo Tejada;  Manuel Figueroa Ayala
1960 Berta Erazo Tejada;  Manuel Figueroa Ayala
1961 Ángel Maria León;  José Antonio Cuya
1962 Ángel Maria León;  José Antonio Oliva
1963 Ángel Maria León;  José Antonio Cuya
1964 José Callejas
1965 José Callejas
1966 E. C. Guevara
1967 F. C. Guevara
1968 Pedro Ponce
1969 Tránsito Fabián
1970 Tránsito Fabián
1971 Justo Serafín Cardoza
1972 Olimpia López de Cardoza;  Israel Quijada Gutiérrez
1973 Olimpia López de Cardoza:  Israel Quijada Gutiérrez
1974 Olimpia López de Cardoza;  Israel Quijada Gutiérrez
1975 Federico Rodríguez;  Juan Alberto Martínez
1976 Olimpia López de Cardoza;  Juan Alberto Martínez
1977 Olimpia López de Cardoza;  Juan Alberto Martínez
1978 Olimpia López de Cardoza;  Juan Alberto Martínez
1979 José de la Paz Portillo;  Juan Alberto Martínez
1980 José de la Paz Portillo;  Juan Alberto Martínez
1981 Ignacio Salguero;  Juan Ramírez
1982 Ignacio Salguero;  Juan Ramírez
1983 Rafael Pérez;  José David Clavel Perla
1984 José Cestona; José David Clavel Perla
1985 Miguel Ángel Hernández;  José David Clavel Perla
1986 Miguel Ángel Hernández; José David Clavel Perla
1987 Miguel Ángel Hernández;  José David Clavel Perla
1988 Pedro Mártir Martínez;  Rafael Ayala
1989 Pedro Mártir Martínez;  Rafael Ayala
1990 Pedro Mártir Martínez;  Rafael Ayala
1991 Efraín Cardoza;  Rafael Ayala
1992 Ernesto Murcia;  José David Clavel Perla
1993 Tránsitoto Mardoqueo Ramírez ; José David Clavel Perla
1994 Juan de Dios Rivera Batres;  José David Clavel Perla
1995 Juan de Dios Rivera Batres;  José David Clavel Perla
1996 Juan de Dios Rivera Batres;  José David Clavel Perla
1997 Rosa Rivera de Pineda;  José David Clavel Perla
1998 Rosa Rivera de Pineda;  José David Clavel Perla
1999 Rosa Rivera de Pineda;  José David Clavel Perla
2000 Rosa Rivera de Pineda;  José David Clavel Perla
2001 Rosa Rivera de Pineda;  José David Clavel Perla
2002 Rosa Rivera de Pineda;  José David Clavel Perla
2003 Rosa Rivera de Pineda;  Rafael Antonio Tejada Ponce
2004 Rosa Rivera de Pineda;  Rafael Antonio Tejada Ponce
2005 Rosa Rivera de Pineda;  Rafael Antonio Tejada Ponce

## Información general
El distrito tiene un área 107,48 km², y la cabecera una altitud de 350 m s. n. m. Las fiestas patronales se celebran del 21 de junio al 3 de julio en honor a Santo Tomás Apóstol y sus fiestas  copatronales o tradicionales son del 12 al 21 de diciembre
. El topónimo Tejutla es náhuat, y significa: "lugar de brasas", o "ciudad caliente". A través de los años el poblado ha sido conocido como Texutla, Texhutla (1548), Texutla (1548), Santo Tomás Texutla (1740), Texutla (1770), Texutla y Tejutla (1807).